# ダブルガウス

ダブルガウス型レンズの初期における発展過程

ダブルガウス（Double Gauss ）は写真レンズに多用される構成型の一つである。
最も基本的な構成は対称型で凸凹（絞り）凹凸の4群4枚。もっとも典型的な構成は凸　凸凹（絞り）凹凸　凸の4群6枚。
カール・フリードリヒ・ガウスの考案した原型を元に発達したもので、ガウスはダブルガウス型を発明してはいないが、今日では単にガウス型と言われる場合もダブルガウスを指している場合がほとんどである。

## 前史
カール・フリードリヒ・ガウスは当時望遠鏡の対物レンズとして使われていた凸凹の貼り合わせレンズに飽き足らず、バルサムで貼らずに少し間隔を置くとともに凹レンズをメニスカスに置換する構成の望遠鏡対物レンズを1817年に提案した。

## 発明
ガウスタイプを絞りを挟んで対称型に配置した構成のポートレートレンズをアルヴァン・クラークが1888年に特許出願、これがダブルガウスの最初とされる。
パウル・ルドルフは自ら編み出した設計手法ハイパークロマティッシュによりクラークの設計を発展させ、1896年にプラナーF3.6を発明した。プラナーは完全対称の4群6枚で、2群と3群を貼合せとする構造である。完全に対称のため、3種類のレンズしか使用しない（対称の位置にあるレンズは硝材・形状・大きさ全て完全に同じ）。1920年、テーラーホブソンのホレース・ウィリアム・リー（Horace William Lee ）によるオピック（Opic ）F2は、プラナーの対称性を崩すことで増える設計の自由度を活用したとともに、片面を平面としたレンズを多用したもので、特に張り合わせ面を平面とするのは生産性を重視した後の設計でよく見られるものとなった。
1933年にマックス・ベレークがズマール（Summar ）F2を発明した。その後に、群数や枚数を増やした多数のダブルガウス改良形が連なることになる。

## ゾナー対ズマール、大口径レンズ競争
第二次世界大戦前の時点において、ダブルガウス型大口径レンズの代表的存在はズマール50mmF2、非対称型の同じく大口径レンズの代表的存在はゾナー50mmF2であった。
当時、
- ダブルガウス型はその対称性により歪曲収差が抑えられている。一方、ゾナーは非対称のため比較すると歪曲収差が大きい。

という点はダブルガウス型が有利であった。しかし、
- ダブルガウス型においてコマ収差を充分に抑える手法が未発達であった。一方、ゾナーはコマ収差をよく抑えていた。
- ダブルガウス型は空気面が多く、コーティングが発達する以前の当時は反射の点でも不利であった。一方、ゾナーは貼合せにより空気面を減らしていた。

といったようにゾナーに軍配が上がる点が多く、特に入射角度15から16度の画面中央に向かう光束についてゾナーのコマ収差はズマールの半分程で、開放からシャープなレンズという定評が出来、大口径レンズではダブルガウス型はゾナーに一歩引く扱いであった。
戦後、前述のようなダブルガウス型に不利な点は新しい硝材と設計手法やコーティングの発達により克服されてゆき、ダブルガウス型は大きく発展していった。1950年代前後に日本で起きた大口径レンズ競争では、この両者が有力な選択肢となった。
キヤノン50mmF1.9は当時としては典型的なダブルガウスレンズの一つであり、絞り込んだ時のシャープさでは定評があったがコマ収差が残存するため絞り開放での画面中間部でのフレアーが起き、シャープさではゾナーに一歩譲っていた。伊藤宏はコマ収差が多い原因を絞り直後の凹面である旨突き止めてこれを緩くし、その結果発生する球面収差を絞り直前の貼り合わせレンズの貼り合わせ面後ろの凹面レンズに極端に高屈折率のガラスを使って解消し、結果発生するペッツバール和の変動を押さえ込むため絞り直後の凹面レンズに極端に低屈折率のガラスを使った。これにより1951年に対称型でありながらコマ収差はゾナー50mmF2程度しかない独自設計のキヤノン50mmF1.8ができあがり、ゾナー型と対等に利用されるようになった。
この他1948年富士写真フイルム製クリスター50mmF2とクリスター85mmF2、1951年富士写真フイルム製フジノン50mmF2がダブルガウス、1954年小西六写真工業（現コニカミノルタ）製ヘキサノン60mmF1.2と1960年キヤノンカメラ（現キヤノン）製キヤノン50mmF0.95も変形ダブルガウスである。

## 一眼レフカメラとともに発展
レンズ交換式カメラの主流がレンジファインダーカメラに代わって一眼レフカメラになって来ると、ミラーの可動域を確保するためバックフォーカスがある程度必要であり、バックフォーカスを長くできないゾナーは標準レンズとしての使用が難しくなり、望遠には見られるものの50mmでは見られなくなった。またコーティング技術の発達により群の数が多くても大きな欠点とはならなくなって来た。これらのことから次第に有力な選択肢となり、標準レンズのほとんど全てがダブルガウス型で設計されるようになって行った。

## 変形ダブルガウス型
とは言え、非対称の逆望遠型とは異なり、対称配置のダブルガウス型で一眼レフカメラのためのバックフォーカスを確保するのはそう容易でもなく、各社の一眼レフカメラが出揃った初めの頃のF1.xクラスの高速標準レンズは、焦点距離を55mmから60mm程度とするなどして回避していた。その後、(1)最後端の凸レンズを2枚に分ける (2)前側の第2群を貼合せではなく分離する、といった手法により、一眼レフ用50mmF1.4の高速標準レンズが作られるようになっていった。この2点は一眼レフ用標準大口径レンズの定番の処方として定着している。その他色々な変形があるが、そういった変形型を「変形ダブルガウス」と呼ぶこともある。さらに焦点距離を短くした例としては、第2群を分離してさらに2枚目を凹・3枚目を凸とした、ヘキサノン40mmF1.8がある。
レンジファインダーカメラのダブルガウス型レンズも、バックフォーカスの制限は緩いものの50mmでF1.Xの高速レンズは変形ダブルガウス型としたものが多い。ライツのズミクロン50mmF2の場合、初期型は変形が大きいタイプだったが、1970年代のモデルでは標準的なダブルガウス型である。